# Synaptics
Synaptics Incorporated (NASDAQ: SYNA

) er en amerikansk udvikler af hardware og software til touchpads, skærme og fingeraftryklæsere. Synaptics produkter produceres af original equipment manufacturers (OEMs) og skærmproducenter.
Synaptics opfandt computer-touchpad og klikhjulet på iPod.
Federico Faggin og Carver Mead etablerede Synaptics i 1986.